# Adoxophyes tetraphracta
Adoxophyes tetraphracta es una especie de polilla del género Adoxophyes, tribu Archipini, subfamilia Tortricinae.

## Distribución
Se distribuye por Papúa Nueva Guinea.

## Taxonomía
Fue descrita por Meyrick en 1938 y publicada en Transactions of the Entomological Society of London 87: 505.